# Arochukwu
Arochukwu è una delle diciassette aree a governo locale (local government areas) in cui è suddiviso lo stato di Abia, nella Nigeria. 
| Controllo di autorità | VIAF (EN) 143241028 · LCCN (EN) n97067633 · J9U (EN, HE) 987007542988505171 |